# Triángulo isósceles
En geometría, un triángulo isósceles es un triángulo que tiene dos lados de igual longitud. Al ángulo formado por lados de igual longitud se le denomina ángulo en el vértice y al lado opuesto a él, lado base.

## Terminología, clasificación y ejemplos
"Isosceles" es una composición (lingüística), a partir de los términos griegos "isos" (igual) y "skelos" (pierna). La misma palabra se usa, por ejemplo, para el trapecio isósceles, que tiene dos lados iguales. Un triángulo que no es isósceles (tiene tres lados desiguales) se llama escaleno.
En un triángulo isósceles que tiene exactamente dos lados iguales, los lados iguales se llaman patas y el tercer lado se llama base. El ángulo incluido por las patas se denomina ángulo del vértice y los ángulos que tienen la base como uno de sus lados se llaman ángulos de la base . El vértice opuesto a la base se llama ápice.
Euclides definió el triángulo isósceles como uno que tiene exactamente dos lados iguales, pero los tratamientos modernos prefieren definirlos como teniendo al menos dos lados iguales, lo que hace que los "triángulos equiláteros" (con tres lados iguales) sean un caso especial de triángulos isósceles. En el caso del triángulo equilátero, dado que todos los lados son iguales, cualquier lado se puede llamar la base, si es necesario, y el término pata no se usa generalmente.
Si el triángulo isósceles es obtuso, recto o agudo, depende del ángulo del vértice. En Geometría euclidiana, los ángulos de la base no pueden ser obtusos (más de 90°) o rectos (igual a 90°), porque sus medidas sumarían al menos 180°, el total de todos los ángulos en cualquier triángulo euclidiano. De aquí se deduce que un triángulo es obtuso o recto si y solo si uno de sus ángulos es obtuso o recto, respectivamente, y un triángulo isósceles es obtuso, recto o agudo si y solo si su ángulo de vértice es respectivamente obtuso, recto o agudo.
Además del triángulo isósceles rectángulo, se han estudiado otras formas específicas de triángulos isósceles.
Estos incluyen el triángulo de Calabi (un triángulo con tres cuadrados inscritos congruentes), el triángulo áureo y el gnomon áureo (dos triángulos isósceles cuyos lados y la base están en la relación del número áureo), y el triángulo 30-30-120 del teselado triangular triaquis.
Cinco sólidos de Catalan (triaquistetraedro, triaquisoctaedro, tetraquishexaedro, pentaquisdodecaedro y triaquisicosaedro), tienen caras que son triángulos isósceles.

## Ecuaciones
Para un triángulo isósceles con lados iguales de longitud a y base de longitud b, las fórmulas generales del triángulo para (1) la longitud de la porción del triángulo-interior del ángulo bisector del ángulo del vértice, (2) la longitud de la mediana a la base, (3) la longitud de la altura a la base, y (4) la longitud de la porción del triángulo-interior de la bisectriz perpendicular a la base; coinciden, y se expresan según la fórmula:
{\displaystyle {\tfrac {1}{2}}{\sqrt {4a^{2}-b^{2}}}.}
Para cualquier triángulo isósceles con área T y perímetro p, se tiene que
{\displaystyle 2pb^{3}-p^{2}b^{2}+16T^{2}=0.}

### Área
El área de un triángulo isósceles se puede deducir usando el teorema de Pitágoras: La suma de los cuadrados de la mitad de la base {\displaystyle b} y la altura {\displaystyle h}; equivale al cuadrado de cualquiera de los otros dos lados de longitud {\displaystyle a}:
{\displaystyle \left({\frac {b}{2}}\right)^{2}+h^{2}=a^{2}},
{\displaystyle h={\frac {\sqrt {4a^{2}-b^{2}}}{2}}}.
Al sustituir la altura, la fórmula para el área de un triángulo isósceles puede deducirse de la fórmula general según la que se multiplica mitad de la base por la altura:
{\displaystyle T={\frac {b}{4}}{\sqrt {4a^{2}-b^{2}}}}.
Esto coincide con la fórmula de Herón reducida al caso de un triángulo isósceles.
Si se conocen el ángulo de vértice {\displaystyle (\theta )} y la longitud de las patas {\displaystyle (a)} de un triángulo isósceles, entonces el área de ese triángulo es:
{\displaystyle T=2\left({\frac {1}{2}}a\operatorname {sen} \left({\frac {\theta }{2}}\right)a\cos \left({\frac {\theta }{2}}\right)\right)}
{\displaystyle =a^{2}\operatorname {sen} \left({\frac {\theta }{2}}\right)\cos \left({\frac {\theta }{2}}\right)}.
Esto se obtiene dibujando una línea perpendicular desde la base del triángulo, que divide el ángulo del vértice y crea dos triángulos rectángulos. Las bases de estos dos triángulos rectángulos son iguales a la hipotenusa multiplicada por el seno del ángulo bisecado por definición del término "seno". Por la misma razón, las alturas de estos triángulos son iguales a la hipotenusa por el coseno del ángulo bisecado. Usando la identidad trigonométrica {\displaystyle \operatorname {sen} \theta =2\operatorname {sen} {\left({\frac {\theta }{2}}\right)}\cos {\left({\frac {\theta }{2}}\right)}}, se obtiene
{\displaystyle T={\frac {1}{2}}a^{2}\operatorname {sen} \theta }.
Este es un caso especial de la ecuación general para el área de un triángulo como la mitad del producto de dos lados multiplicado por el seno del ángulo incluido.

### Desigualdades
Existen exactamente dos triángulos isósceles distintos con el área dada T y el perímetro p si la isoperimetría se mantiene estrictamente como {\displaystyle p^{2}>12{\sqrt {3}}T.}. Si la desigualdad es reemplazada por la igualdad correspondiente, solo hay un triángulo de este tipo, que es equilátero.
Si los dos lados iguales tienen la longitud a y el otro lado tiene la longitud c, entonces la bisectriz del ángulo interno t de uno de los dos vértices de ángulo igual satisface
{\displaystyle {\frac {2ac}{a+c}}>t>{\frac {ac{\sqrt {2}}}{a+c}}}
así como
{\displaystyle t<{\frac {4a}{3}}};
y, por el contrario, si la última condición se cumple, existe un triángulo isósceles parametrizado por a y t.

## Figuras asociadas

### Eje de simetría
Un triángulo con exactamente dos lados iguales tiene exactamente una simetría rotacional, que pasa por el vértice del ángulo y también pasa por el punto medio de la base. Por lo tanto, el eje de simetría coincide con (1) la bisectriz del ángulo del vértice, (2) la mediana trazada desde la base, (3) la altura desde el vértice del ángulo y (4) la mediatriz de la base.

### Línea de Euler
La recta de Euler de cualquier triángulo atraviesa el ortocentro del triángulo (la intersección de sus tres alturas), su centroide (la intersección de sus tres medianas) y su circuncentro (la intersección de las mediatrices de sus tres lados, que también es el centro de la circunferencia circunscrita que pasa por los tres vértices). En un triángulo isósceles con exactamente dos lados iguales, la línea de Euler coincide con el eje de simetría. Esto se puede ver de la siguiente manera. Tal y como se señaló en la sección anterior, el eje de simetría coincide con una altura, la intersección de las alturas, que debe estar en esa primera altura, debe por lo tanto estar en el eje de simetría; dado que el eje coincide con una mediana, la intersección de las medianas, consecuentemente también en esa mediana, debe por lo tanto estar en el eje de simetría; y dado que el eje coincide con una mediatriz, la intersección de las tres mediatrices debe por lo tanto estar en el eje de simetría.
Si el ángulo del vértice es agudo (lo que implica que el triángulo isósceles es un triángulo agudo), entonces el ortocentro, el centroide y el circuncentro caen dentro del triángulo. Si el ángulo del vértice, y por lo tanto el triángulo, es obtuso, entonces el centroide también queda en el interior del triángulo, pero el circuncentro cae fuera de él (más allá de la base) y el ortocentro también cae fuera del triángulo (más allá del vértice).
En un triángulo isósceles, el incentro (la intersección de sus bisectrices, que es el centro de la circunferencia inscrita, es decir, el círculo que internamente es tangente a los tres lados del triángulo) se encuentra en la línea de Euler.

### Inelipse de Steiner
La inelipse de Steiner de cualquier triángulo es la única elipse que es internamente tangente a los tres lados del triángulo en sus puntos medios. En un triángulo isósceles, si las patas son más largas que la base, entonces el eje principal de la inelipse de Steiner coincide con el eje de simetría del triángulo; si las piernas son más cortas que la base, entonces el eje menor de la elipse coincide con el eje de simetría del triángulo.

## Teorema del triángulo isósceles
El teorema que establece que los ángulos de la base de un triángulo isósceles son iguales aparece como la Proposición I.5 en Euclides. Este resultado se ha llamado el "pons asinorum" (el puente de los asnos). Una interpretación sugiere que esto es probablemente debido al diagrama usado por Euclides en su demostración del resultado, mientras que otra sostiene que el nombre proviene del hecho de que este es el primer resultado difícil en Euclides, y actúa para separar a aquellos que pueden entender la geometría de Euclides de aquellos que no son capaces de hacerlo.

## Partición en triángulos isósceles
Para cualquier número entero {\displaystyle n\geq 4}, cualquier triángulo puede dividirse en {\displaystyle n} triángulos isósceles.
En un triángulo rectángulo, la mediana de la hipotenusa (es decir, el segmento de línea desde el punto medio de la hipotenusa hasta el vértice en ángulo recto) divide el triángulo rectángulo en dos triángulos isósceles. Esto se debe a que el punto medio de la hipotenusa es el centro de la circunferencia circunscrita del triángulo rectángulo, y cada uno de los dos triángulos creados por la partición tiene dos radios iguales como dos de sus lados.
El triángulo áureo es isósceles y tiene una relación entre patas y base igual al número áureo, y con ángulos de 72°, 72° y 36° en las proporciones 2: 2: 1. Se puede dividir en otro triángulo áureo y en un gnomon áureo, también isósceles, con una relación de base a pata igual a la proporción áurea y con ángulos de 36°, 36° y 108° en las proporciones 1: 1: 3.

## Varios
Si una ecuación cúbica tiene dos raíces complejas y una raíz real, cuando estas raíces se trazan en el plano complejo, son los vértices de un triángulo isósceles cuyo eje de simetría coincide con el eje horizontal (real). Esto se debe a que las raíces complejas son conjugadas y, por lo tanto, son simétricas con respecto al eje real.
La diagonal de un rombo lo divide en dos triángulos congruentes isósceles.
Si un triángulo isósceles ABC con patas iguales AB y BC tiene un segmento dibujado desde A hasta un punto D en el rayo BC, y si el reflejo de DA alrededor de CA interseca el rayo BC en E, entonces
BC2 = BD × BE.

## Falacia del triángulo isósceles
Un conocida falacia es la prueba falsa de la afirmación de que "todos los triángulos son isósceles". Este argumento ha sido atribuido a Lewis Carroll,, pero W. W. Rouse Ball reivindica la prioridad en este asunto. La falacia está enraizada en la falta de reconocimiento por parte de Euclides del concepto de internalidad y la ambigüedad resultante de dentro contra afuera en las figuras.